# Skins (série télévisée, 2011)
Cet article concerne la série télévisée américaine. Pour la série télévisée britannique, voir Skins (série télévisée, 2007).
Pour les articles homonymes, voir Skins.
Skins est une série télévisée américaine en dix épisodes de 45 minutes adaptée de la série britannique éponyme et diffusée entre le 17 janvier 2011 et le 21 mars 2011 sur MTV et au Canada sur The Movie Network.
En France, la série a été diffusée sous le titre Skins U.S. à partir du 22 mai 2011 sur MTV France en version multilingue.
L’unique saison se base sur la première génération de la version originale de E4 mais en diverge véritablement vers la moitié de la série. La série a été tournée à Toronto, au Canada.

## Synopsis
La série suit la vie d'une bande de jeunes.

## Distribution

### Acteurs principaux
- James Milo Newman (VF : Stéphane Pouplard) : Tony Snyder (équivalent de Anthony Stonem)
- Rachel Thevenard (VF : Frédérique Marlot) : Michelle Richardson (équivalent de Michelle Richardson)
- Daniel Flaherty (VF : Hervé Grull) : Stanley Lucerne (équivalent de Sid Jenkins)
- Jesse Carere (en) (VF : Mark Lesser) : Chris Collins (équivalent de Chris Miles)
- Britne Oldford (VF : Nathalie Homs) : Cadie Campbell (équivalent de Cassie Ainsworth)
- Sofia Black D'Elia (VF : Jessica Monceau) : Tea Marvelli (équivalent de Maxxie Oliver)
- Camille Cresencia-Mills (VF : Jessica Monceau) : Daisy Valero (équivalent de Jal Fazer)
- Ron Mustafaa (arz) (VF : Taric Mehani) : Abbud Siddiki (équivalent de Anwar Kharral)
- Eleanor Zichy (VF : Marie Diot) : Eura Schneider (équivalent de Effy Stonem)

- Version française
  - Société de doublage : Lylo Media Group[3]
  - Direction artistique : Thierry Kazazian[4]
  - Adaptation des dialogues : Didier Duclos, Anthony Panetto (2 épisodes)[5] et Flora Seeger

## Production

### Développement
En 2009, la chaîne de télévision américaine MTV fut la première à approcher Bryan Elsley, créateur de la série britannique afin de produire un remake. Mais Elsley n'était pas certain à l'époque qu'une version destinée au public américain fonctionnerait. Après diverses propositions par d 'autres antennes, Elsley reporta alors son choix sur MTV. Il estima que « MTV avait la vision la plus appropriée, la plus adéquate du projet. Les autres chaînes ne captaient pas les valeurs fondamentales de la série tandis que MTV était clairement prête à prendre des risques et à y faire face ».
Elsley et MTV lancèrent ensuite la production de cette adaptation. Comme pour la série originale, Elsley veilla à ce que l'équipe de scénaristes soit également très jeune avec une moyenne d'âge entre 20 et 30 ans et composée essentiellement d'acteurs peu connus. Dans un entretien, il raconta : « Nous avons commencé par chercher des scénaristes à Hollywood puis nous avons contacté des agents et trouvé d'incroyables scénaristes qui n'avaient rien fait auparavant. ». Après avoir lu près de 400 scénarios, Elsley réunit une équipe de six scénaristes.
La série a été annulée par MTV le 9 juin 2011.

### Casting
À l'instar de la série originale, la version américaine de Skins est interprétée par des acteurs inconnus et majoritairement non professionnels. Des auditions ouvertes à tout adolescent âgé alors entre 16 et 18 ans ont été tenues à New-York et à Toronto. Elsley estima en effet qu'il était « très important que nos acteurs soient des débutants. Six sur les neuf n'ont jamais tourné devant des caméras. C'est un gage de naturel, d'authenticité. »
Sofia Black D'Elia postula à l'origine pour le rôle de Michelle qui fut finalement confié à Rachel Thevenard. Mais Bryan Elsley apprécia tellement son audition qu'il décida de modifier le scénario. Alors que la série devait reprendre le personnage de Maxxie Oliver qui aurait été renommé Teo et serait devenu un danseur latino homosexuel, Elsley changea le personnage. Celui-ci devint Tea, une pom-pom girl lesbienne. Elsley augmenta également son impact dans l'intrigue et en fit le personnage phare de la série.

### Musique
Comme la série britannique, l'adaptation américaine comprend des compositions de Segal.

## Épisodes
1. Tony
2. Tea
3. Chris
4. Cadie
5. Stanley
6. Abbud
7. Michelle
8. Daisy
9. Tina
10. Eura (Eura; Everyone)

## Différences avec la version britannique

### Épisode 1: Tony
L'épisode est pratiquement intégralement calqué sur le pilote de la série originale. Le plus grand changement vient du personnage de Tea Marvelli, qui remplace celui de Maxxie Oliver. Quelques scènes sont également légèrement modifiées (la présence de Daisy à la soirée, Cadie hors de la voiture) mais sans apporter de changements à l'intrigue.

### Épisode 2: Tea
Cet épisode est totalement inédit, le personnage de Tea étant très différent de celui de Maxxie. Le seul point commun est que les deux personnages entrent dans une relation avec Tony, le leader de la bande. Pour Bryan Elsley, cet épisode est l'occasion d'explorer davantage le thème de l'homosexualité qui avait été seulement survolé avec le personnage de Maxxie (Maxxie étant déjà un gay assumé et ne se posant aucune question ou n'ayant aucun doute quant à son orientation).

### Épisode 3: Chris
L'épisode est à nouveau une reprise intégrale d'un épisode de la série originale: celui de Chris Miles. 

### Épisode 4: Cadie
L'épisode est inédit et l'approche du personnage de Cadie Campbell est différente de celle de Cassie Ainsworth. Tandis que la série originale s'était alors davantage concentré, dans l'épisode qui lui était dédié, sur l'anorexie de Cassie, la version américaine se focalise plutôt sur ses troubles psychologiques et sa relation avec ses parents. Cadie se questionne en outre sur sa place au sein du gang où elle est tantôt utilisée (par Tony ou Stanley) tantôt dénigrée (par Michelle ou Chris qui ne la prennent pas au sérieux).

### Épisode 5: Stanley
L'épisode de Stanley Lucerne reprend les grandes lignes de celui de Sid Jenkins. Les événements principaux sont repris : la chorale, la rupture puis réconciliation de Tony et Michelle… L'épisode accentue cependant l'influence que Tony exerce sur Stanley, manipulation qui mène à l'incendie de la voiture du père de Stan.

### Épisode 6: Abbud
L'épisode s'inspire de celui de Maxxie Oliver et Anwar Kharral dans la saison 1 de la série originale et en reprend plusieurs points (le début de la relation entre Chris et son enseignante, le voyage à l'étranger…). Toutefois, la thématique principale est cette fois l'amour que Tea inspire à Abbud.

### Épisode 7: Michelle
L'épisode reprend la base de l'épisode de Michelle Richardson à savoir la découverte de l'infidélité de Tony. Il s'en éloigne cependant au cours de l'épisode.

### Épisode 8: Daisy
L'épisode est totalement différent de celui de Jal Fazer. Daisy est issue d'une famille monoparentale pauvre et doit combiner sa passion pour la trompette, son cursus scolaire, son job de serveuse pour nourrir sa famille et les conflits entre ses amis. Daisy est présentée comme le pivot sur lequel se fonde le gang et grâce à qui il reste uni. 

### Épisode 9: Tina
L'épisode est centré sur un adulte: Tina, le professeur de psychologie entretenant une relation avec Chris. Il montre que Tina, jeune femme somme toute peu sûre d'elle et terrifiée à l'idée de rentrer dans le monde adulte, est tombé sous le charme de Chris car il est le seul à lui accorder une réelle attention et à reconnaître sa valeur. L'objectif est de se focaliser sur un personnage certes adulte mais qui, par ses questionnements, rejoint l'état d'esprit adolescent.

### Épisode 10: Eura
L'épisode est inédit et raconte comment Eura tente de réunir le gang ensemble en faisant croire à son enlèvement. L'épisode se conclut sur les choix de Tea, Michelle et Stan.

## Polémique aux États-Unis
À la suite de la diffusion du premier épisode de la série sur MTV, le Parents Television Council a estimé que la série enfreignait plusieurs lois de protection de la jeunesse. La représentation d'alcool, de drogues et de sexe a scandalisé le PTC, car la plupart des comédiens impliqués n'étaient pas majeurs. Le PTC a également appelé à un boycott de la série ainsi que de son principal sponsor, la chaîne de restauration rapide Taco Bell. Inquiète, la marque a immédiatement annoncé dans un communiqué qu'elle renonçait à promouvoir la série. General Motors, Wrigley et H&R Block, trois autres sponsors du programme, l'ont également boycotté. Le PTC accuse la série d'être « la plus dangereuse pour les ados qui ait jamais été diffusée », et l'abandon du soutien des sponsors ferait perdre à MTV 2 millions de dollars par épisode. Si le pilote avait fédéré 3,3 millions de téléspectateurs, le second épisode n'en a lui rassemblé que 1,58 million à la suite de cette polémique. L'épisode 5 n'a rassemblé que 962 000 téléspectateurs, ce qui constitue la pire audience de la saison. Le dernier épisode, diffusé le 21 mars 2011 sur MTV, a, quant à lui, rassemblé 1,2 million de téléspectateurs.

## Censure
La version américaine reprend tous les personnages de la première génération de la série originale. Cependant, Bryan Elsley, créateur des deux séries, a promis que les scénarios prendraient très rapidement une direction différente.
Les personnages sont donc tous identiques à l'exception de Tea, une pom-pom girl lesbienne qui prend la place de Maxxie Oliver, personnage homosexuel de la série originale. Ce personnage a de toute évidence été créé afin de ne pas trop heurter la censure américaine. Mais il permet aussi à la série américaine de diverger de la série britannique. En effet, Tea apparaît comme l'unique personnage égal à Tony, le leader sans rival de la série originale.
En ce qui concerne la censure, celle-ci est visible dès le premier épisode. Outre le camouflage sonore des mots vulgaires, la série américaine a supprimé quelques aspects osés de la série britannique, l'exemple le plus flagrant étant l'absence de nudité frontale. La couette de Tony notamment ne représente plus deux corps nus mais une nuée d'araignées. L'expérience homosexuelle de Tony avec Maxxie est également et logiquement supprimée. La série se veut donc relativement plus soft mais cela ne l'empêche pas de faire d'ores et déjà scandale.